# Турмаш (Хунедоара)
Турмаш (рум. Turmaș) насеље је у Румунији у округу Хунедоара у општини Мартинешти. Oпштина се налази на надморској висини од 224 m.

## Становништво
Према подацима из 2002. године у насељу је живело 66 становника, од којих су сви румунске националности.